# Димитър Котев
 Тази статия е за политика.  За революционера вижте Димитър Котев (революционер).  
Димитър Николов Котев е български политик от БКП.

## Биография
През 1934 година завършва строително инженерство в Ганд. От 1935 до 1944 година работи като инженер с частна практика в Пловдив. По това време става член на БРП (к).
Между 1949 и 1960 година е заместник-министър на строежите и съветник в Стопанския съвет при Министерския съвет. В периода 1961 – 1962 г. е председател на Комитета по архитектура и благоустройство. От 1966 до 1972 г. е търговски представител в Белгия.